# Danziger Bankverein
Danziger Bankverein A.G. (Gdański Bank Związkowy) – bank o kapitale gdańskim działający w Gdańsku w latach 1923-1931.

## Historia
Zarejestrowany przed 1923 jako sukcesor prawny założonej w 1865 Genossenschaft Danziger Bankverein. W 1930 posiadał 1039 udziałowców, głównie przedstawicieli drobnej wytwórczości. Na skutek pogłębiającej się recesji w 1931 bank poddano procedurze upadłościowej, którą zakończono w 1933. 

## Siedziba
Siedziba banku mieściła się m.in. przy Langer Markt 33-34 (Długi Targ) (1912-1927), Langer Markt 7-8 (1929-1933).